# PSR J1841-500
PSR J1841-500 – pulsar o okresie rotacji 0,9 s położony w gwiazdozbiorze Tarcza, jeden z niewielu znanych pulsarów o okresowo przerywanym sygnale.
Około rok po jego odkryciu, pulsar przestał „nadawać” swój sygnał na 580 dni, po czym ponownie wznowił pracę. Obecnie nie istnieją żadne teorie, które mogłyby wytłumaczyć, w jaki sposób pulsar może przestać wysyłać sygnał. Podejrzewa się, że w przypadku PSR J1841-500 może to mieć coś wspólnego ze znajdującym się w pobliżu magnetarem o oznaczeniu IE 1841-045.